# Гаврилов Олександр Михайлович (моряк)
Олександр Михайлович Гаврилов (рос. Александр Михайлович Гаврилов; 1818—1848) — офіцер Російського імператорського флоту, мореплавець, дослідник Охотського моря і Амурського лиману, підпоручик Корпусу флотських штурманів. Іменем Гаврилова названий фарватер в Амурському лимані.

## Біографія
Гаврилов Олександр Михайлович народився 18 (30) серпня 1818 року в Кронштадті в сім'ї відставного сержанта Першого флотського екіпажу. 28 червня 1826 року вступив учнем у Штурманське училище в Кронштадті, яке закінчив 3 (13) квітня 1835 рокуі був проведений в кондуктори корпусу флотських штурманів (КФШ). У 1835—1836 роках брав участь в дослідженні Балтійського моря, промірах шхер Фінської затоки . Служив в Свеаборзі, в ескадрі контр-адмірала Ф. П. Літке .
У 1837—1839 роках на кораблі Російсько-Американської компанії корветі «Николай» як штурман здійснив навколосвітнє плавання. Проплив з Кронштадта навколо мису Горн в Російську Америку в місто Сітка (Ново-Архангельськ) і назад повернувся тим же шляхом. 14 (26) квітня 1840 отримав звання прапорщика КФШ .
14 (26) серпня 1840 року поступив на службу в Російсько-Американську компанію і на кораблі «Наслідник Олександр» (командир Д. Ф. Зарембо) знову здійснив плавання в Російську Америку, 4 (16) квітня 1841 року прибув в Ново-Архангельск. Сухопутним шляхом через Сибір повернувся в Кронштадт, завершив навколосвітню подорож.
У 1843—1845 роках на військовому транспорті «Іртиш» (командир І. В. Вонлярлярський) відправився з Кронштадта навколо мису Доброї надії в Петропавловськ-Камчатський, а звідти в Охотське море. 22 березня (3 квітня) 1844 року за відмінність підвищений до звання підпоручика КШФ .
У 1845—1846 роках плавав штурманом. Потім командуючи бригами «Чичагов», «Промисел» і «Тунгус» в північній частині Тихого океану між затокою Аляска і Охотським морем, виконав проміри затоки Аян і опис берегів Охотського моря .
У початку 1846 року для встановлення можливості судоходности гирла і лиману Амуру, була сформована спеціальна локальна експедиція. Підпоручик А. М. Гаврилов був призначений начальником експедиції, за рекомендацією адмірала Ф. П. Літке. Гаврилов був призначений командиром брига «Великий князь Костянтин».
5 (17) травня 1846 року бриг вишов з Ново-Архангельска. В червні 1846 року Гаврилов дослідив південно-західну частину Охотського моря, відкрив біля північного берега острова Сахалін затоку Обману (перейменована Г. І. Невельским у 1849 році за назвою свого судна на затоку Байкал), помилково прийнявши її за гирло Амуру. Потім пройшов на Сахалінський фарватер, перетнув Амурський лиман, провів проміри та піднявся вгору по Амуру на 12 миль. Через нестачу часу експедиція не змогла виявити суднохідний фарватер в південній частині Амурського лиману, Гаврилов припинив дослідження і повернувся спочатку в Охотськ, а потім в середині серпня в Ново-Архангельск.
За дослідження Амурського лиману А. М. Гаврилов за вказівкою імператора Миколи I був нагороджений 1500 рублями .
Помер Олександр Михайлович Гаврилов 28 травня (9 червня) 1848 року від сухот в Ново-Архангельську, похований там же на російському цвинтарі. Вдова мореплавця Вільгельміна Михайлівна Гаврилова (уроджена Шварц) отримувала пенсію за покійного чоловіка на виховання дочки Софії  .

## Пам'ять
Іменем Олександра Михайловича Гаврилова названий фарватер в Амурському лимані .